# The Dark Pictures Anthology: House of Ashes
The Dark Pictures Anthology: House of Ashes , також відомий просто як House of Ashes (укр. Будинок з Попелу) — це інтерактивна драма і відеогра в жанрі survival horror, розроблена Supermassive Games та опублікована Bandai Namco Entertainment. Це третя частина антології із вісьми запланованих «Темні картини» після «Людина з Медану» та «Маленька Надія». Сцени прийняття рішень у грі, яких є кілька, можуть істотно змінити траєкторію сюжету та змінити стосунки між головними героями. Завдяки такому вибору будь-який з п'яти головних героїв може померти назавжди.

## Ігровий процес
House of Ashes — це інтерактивна драма та Survival horror, яка представлена від третьої особи та розгортається під час війни в Іраку з 2003 по 2011 рік. Гравці беруть під контроль п'ять головних героїв, які зараховані до збройних сил своїх країн; персонажі падають і потрапляють у пастку в підземному месопотамському храмі. Монстри, схожі на кажанів, прокидаються, щоб полювати на персонажів. Основним елементом ігрового процесу є управління відносинами між персонажами, їх союзниками та ворогами. Гравці можуть вибрати: бути сміливим і переконатися, що істоти нікого не вбивають, або продовжувати поодинці та піклуватися про свою особисту безпеку.
Ця частина представляє дві нові функції ігрового процесу, які відрізняються від функцій Man of Medan і Little Hope, попередніх записів у The Dark Pictures Anthology. Камера більше не повністю закріплена і була замінена на керовану 360-градусну камеру. House of Ashes — перша гра в серії, в якій представлені рівні складності, такі як «прощаючи», «виклик» і «смертельний», які впливають на швидкі події гри (QTE).

## Сюжет
Пролог відбувається в 2231 році до н. е. в храмі, який знаходиться в Аккаді. Аккади мають справу з прокляттям голоду та чуми після того, як Нарам-Сін розгнівав бога вітру Енліля. Коли армія гутійців готується до вторгнення в місто, Нарам-Сін наказує масово приносити в'язні гутійців у міському храмі, щоб «підживити піски» і допомогти аккадцям виграти битву. Під час штурму сонячне затемнення дозволяє вампірським істотам з космічного корабля під храмом почати вбивати обидві армії. Двоє вцілілих, аккадський генерал Балату і гутійський солдат Курум, ігнорують свої розбіжності і працюють разом, тікаючи в храмові катакомби, щоб втекти від істот. Балату і Курум швидко переміщуються і, ймовірно, вбиваються.
Під час вторгнення в Ірак у травні 2003 року підполковник ВВС США Ерік Кінг прибуває до Camp Slayer у Багдаді, щоб розповісти команді морських піхотинців сил розвідки, яких очолює офіцер ЦРУ та далека дружина Еріка Рейчел Кінг, про місію з рейду на село в Аравійській пустелі. Ерік вважає, що знайшов під селом об'єкт, де зберігається хімічна зброя президента Іраку Саддама Хусейна. До складу команди входить сержант Рейчел, коханий. Нік Кей та керівник загону Ніка 1-й лейтенант Джейсон Колчек. Іншими другорядними персонажами в команді є капрал. Натан Мервін, LCpl. Хосе «Джоі» Гомес, і помічник Еріка доктор Кларіс Стоукс. Тим часом солдат республіканської гвардії Іраку лейтенант Салім Отман повертається додому і шукає свого сина Зейна, несучи йому подарунок на день народження, але його командир кап. Дар Басрі змушує Саліма перехопити рейд під проводом Еріка. Загін Саліма влаштовує засідку на американські війська, коли вони прибувають, але кілька провалів занурюють усіх у стародавній аккадський храм, який зараз похований під піском.
П'ять головних героїв розлучаються під час падіння; всередині храму як іракські, так і американські війська часто піддаються нападам вампірських істот, серед яких є реанімовані люди, які піддалися паразиту — «Древній» — це Балату або Курум залежно від вибору гравця в пролозі. Схожа доля спіткає Джоуї, який був смертельно поранений у засідці. Кларис і Рейчел також можуть підхопити інфекцію. Протягом гри головні герої дізнаються про історію храму та про залишки невдалої британської археологічної експедиції 1940-х років. На чолі з Рендольфом Ходжсоном і антикваром леді Бредшоу у нібито пошуках Олександра Македонського. У гробниці вся експедиційна команда була знищена після зустрічі та вивчення монстрів. Згодом Ходжсон спробував, але не зміг зруйнувати храм динамітом.
Коли вцілілі морські піхотинці перегруповуються, Салім досліджує храм наодинці. Він стикається з вампіром і дістає металевий брусок із впалої вантажівки, щоб використовувати як зброю проти них. Рейчел розлучається з Еріком після протистояння з Даром і падає в залиту кров'ю яму. Поки американські війська шукають способи подати сигнал про допомогу, Рейчел зустрічає хвору Кларіс, яку раніше викрали вампіри. Рейчел і Кларіс вибираються з ями, але через погіршення здоров'я Кларіс, Рейчел повинна вибрати, відмовитися від Кларіс або продовжувати супроводжувати її, щоб лікувати хворобу. Рейчел возз'єднується зі своїми союзниками в храмі, і на групу жорстоко нападають вампіри. Коли вони тікають від вампірів до катакомб під ними, американці знову стикаються з Даром, до якого тепер приєднався Салім. Салім пропонує їм об'єднатися, щоб боротися з монстрами, що переслідують їх, на що інші неохоче погоджуються. Вампіри продовжують атакувати головних героїв у катакомбах, вбиваючи Дара і знову розлучаючи всіх.